# Pierre Couverte (Saugré)

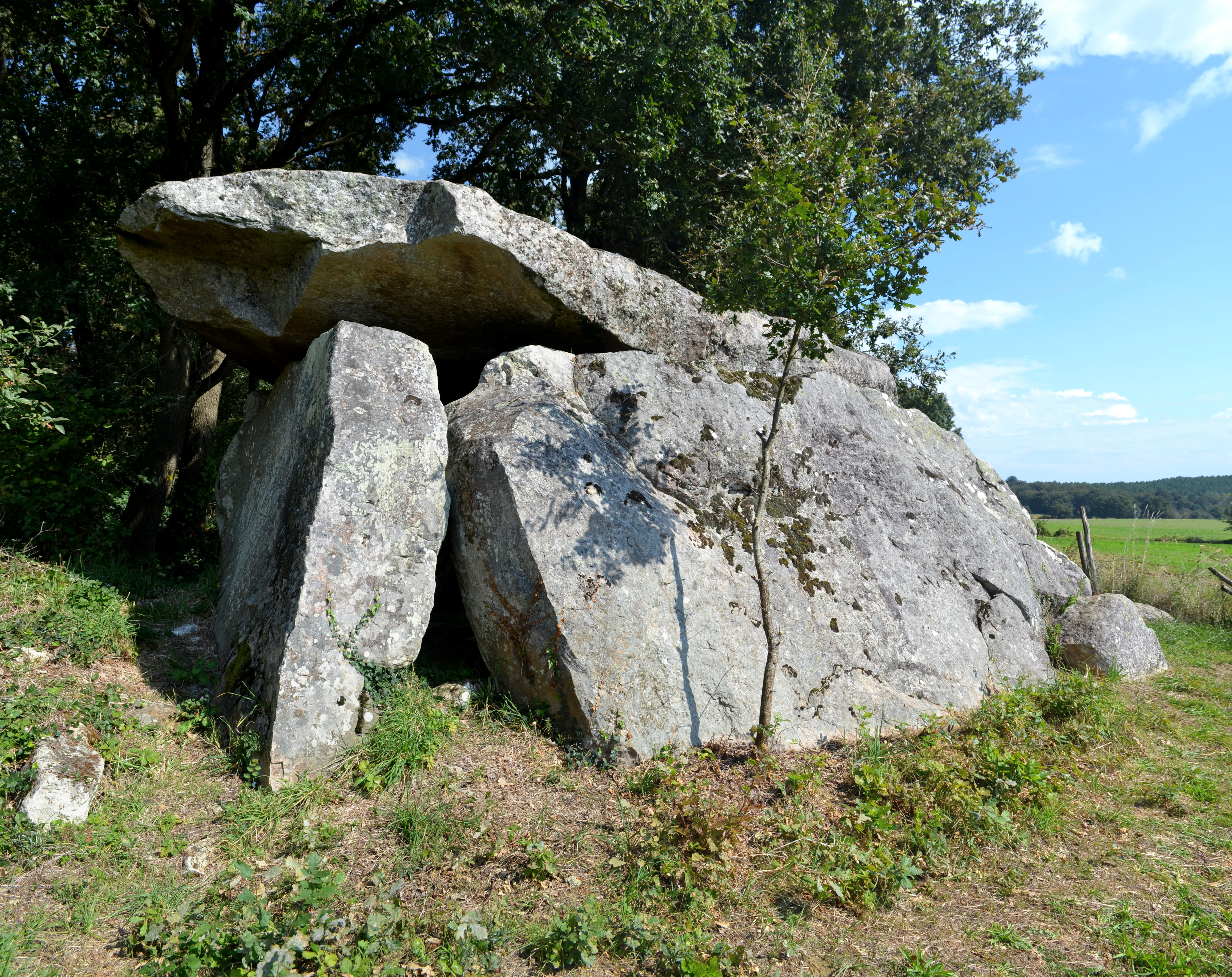
Pierre Couverte von Saugré

Der Dolmen Pierre Couverte von Saugré (auch Dolmen von Saulgré oder Saugray genannt) liegt nordöstlich von Dénezé-sous-Doué im Département Maine-et-Loire in Frankreich. Dolmen ist in Frankreich der Oberbegriff für neolithische Megalithanlagen aller Art (siehe: Französische Nomenklatur).

## Beschreibung
Der rechteckige Dolmen vom Typ Angevin besteht aus einem sechs Meter langen, fünf Meter breiten und siebzig Zentimeter dicken Deckstein und drei fast 1,8 m hohen, mehr als zwei Meter breiten und mindestens 0,5 m dicken Tragsteinen, von denen einer schief steht. Vom Portal waren im 19. Jahrhundert noch zwei liegende Steine vor Ort, heute ist nur noch einer sichtbar.
Der Dolmen wurde 1986 in das Inventaire général du patrimoine culture eingetragen.
In der Gemeinde liegen auch die Dolmen de la Pierre Pétouse, Dolmen Pierre Couverte (Chavais) und der Menhir Pierre qui Vire de Virolais sowie die Höhlen von Les Mousseaux (mit der Cave aux Sculptures), seit 1969 Monument historique.